# Время в Эфиопии
| чёрный  | UTC-1: Время Кабо-Верде.                                                                                                  |
| зелёный | UTC: Западноевропейское время · Среднее время по Гринвичу.                                                                |
| синий   | UTC+1: Центральноевропейское время · Западноафриканское время · Западноевропейское летнее время.                          |
| красный | UTC+2: Восточноевропейское время · Центральноафриканское время · Западноафриканское летнее время · Южноафриканское время. |
| жёлтый  | UTC+3: Восточноевропейское летнее время · Восточноафриканское время.                                                      |
| серый   | UTC+4: Маврикийское время · Сейшельское время.                                                                            |

Территория Эфиопии располагается в часовом поясе под названием Восточноафриканское время (EAT) (UTC+3). На летнее время Эфиопия не переходит.
Стандартное время UTC+3 в Эфиопии используется лишь в государственных учреждениях, включая транспортные. На всей территории страны время отсчитывается 12-часовыми циклами «от восхода до заката» и «от заката до рассвета», при этом время восхода считается полуднем, а заката — полуночью. Таким образом, 7:00 по Восточноафриканскому времени соответствует 1:00 дневного цикла по местному времени, 12:00 — 6:00, и 18:00 — 12:00. Данная особенность отсчёта времени нередко вводит гостей страны в заблуждение.